# Kurt Albrecht (Reiter)
Kurt Albrecht (* 7. November 1920 in St. Veit a. d. Gölsen; † 31. Juli 2005 in Wien) war ein österreichischer Reiter und Leiter der Spanischen Hofreitschule in Wien.

## Leben
Albrecht war der Sohn eines Realitätenbesitzers, er besuchte das Gymnasium und die Handelsschule in St. Veit a. d. Gölsen. 1940 wurde er zur Deutschen Wehrmacht eingezogen, 1943 nach Besuch der Artillerie-Kriegsschule zum Leutnant befördert. Gegen Kriegsende geriet er in sowjetische Kriegsgefangenschaft, aus der er im Dezember 1947 zurückkehrte. 1949 wurde er in die Gendarmerie eingestellt, von 1952 bis 1955 war er Lehrer an der Gendarmerie-Zentralschule in Horn. 1957 wurde er wieder als Offizier ins österreichische Bundesheer übernommen, von 1959 bis 1965 war Albrecht Lehroffizier an der Artillerie-Schule. 1965 wurde er der Spanischen Hofreitschule in Wien zugeteilt, 1966 wurde er Stellvertreter des damaligen Leiters Hans Handler. 1974 folgte er Handler als Leiter nach, nachdem dieser am 2. Oktober 1974 während einer Vorführung der Spanischen Reitschule mit Herzversagen tot vom Pferd gefallen war. Albrecht leitete die Hofschule elf Jahre lang, bevor er 1985 um seine Pensionierung nachsuchte. Sein Nachfolger wurde Jaromir Oulehla. 
Albrecht verfasste mehrere Fachbücher, 1991 wurde ihm der Titel Professor verliehen. 

## Schriften
- Dogmen der Reitkunst. Orac, Wien / Pietsch, Stuttgart 1981, ISBN 3-85368-877-2.
- Meilensteine auf dem Weg zur Hohen Schule. Olms, New York / Zürich 1988, ISBN 3-487-08253-5.
- Ausbildungshilfen für Pferd und Reiter: Pschologie, Pädagogik und Didaktik von Pferd und Reiter. BLV, München u. a. 1990, ISBN 3-405-14036-6.
- Reiterwissen. Erlesen und Erfahren. Franckh-Kosmos, Stuttgart 1996, ISBN 3-440-07126-X.